# Il mistero del gatto trafitto
Il mistero del gatto trafitto (Murder of a Cat) è un film indipendente del 2014 diretto da Gillian Greene.
Presentato al Tribeca Film Festival 2014 il 24 aprile, in Italia il film è stato distribuito direttamente in home video il 6 aprile 2016.

## Trama
La tranquilla routine dell'ingenuo mammone Clinton viene sconvolta dalla morte improvvisa del suo gatto, trafitto da una freccia. Una volta scoperto di non essere stato l'unico padrone dell'animale, inizierà a indagare assieme a Greta, l'altra proprietaria, finendo invischiato in una situazione più grande di quanto potesse immaginare.